# Economia di Catania
Nel XIX secolo, la Sicilia era il maggior produttore mondiale di zolfo e aveva il monopolio della fornitura in Europa; dalla seconda metà del secolo Catania divenne il più importante centro siciliano di raffinazione e commercializzazione del minerale. La commercializzazione dello zolfo e dei suoi derivati permise alla città di cambiare volto e di industrializzarsi; i suoi stabilimenti divennero tra i più grandi e attrezzati del mondo.

## L'economia cittadina nel XIX secolo
Nel 1837 la città e il suo circondario erano state prostrate economicamente dall'epidemia di colera che aveva falcidiato anche le classi più in vista e le menti direttive della società catanese; anche le casse comunali e provinciali erano ridotte allo stremo. Le turbolenze del 1848 e del 1860 avevano lasciato segni profondi di disagio cui aveva fatto seguito il crollo del commercio, della produzione e la disoccupazione in massa anche come conseguenza della riduzione delle tariffe doganali decisa dal nuovo governo del Regno.
Grave era anche la situazione dei commerci interni che risentivano della pressoché totale mancanza di un sistema viario e ferroviario; gli zolfi delle aree di Assoro e di Valguarnera dovevano essere ammassati mediante migliaia di carri a trazione animale nell'area di Raddusa donde poi altre migliaia di carri affrontavano il lungo e difficile viaggio per Catania traversando su chiatte il fiume Simeto alla "Barca dei Monaci".
La città era una delle tre sedi di "Consolato della Seta" dell'Isola ma l'industria serica e la tessitura avevano già perso molti dei mercati precedenti; e se nel 1815 il numero di addetti alla lavorazione della seta a Catania era di circa ventimila nel 1845 si diceva delle manifatture di cotone e di seta di Catania come di industrie "venute meno da alquanti anni in qua" a causa del protezionismo accordato ad esse "con un sistema doganale suggerito dal Colbertismo, non acconcio al caso". Alla fine del secolo il settore era ormai in crisi profonda.
Altra produzione dell'area catanese era quella dei limoni, valutata in circa 20.000 casse (contro quella del messinese di 150.000 casse); nel 1815, alla fine del blocco continentale, i limoni venivano imbarcati per Amburgo, Anversa, Amsterdam, Copenaghen, Pietroburgo, Danzica e (in misura minore) per Livorno, Venezia e Trieste. Accanto ad essa si sviluppava anche la produzione dei derivati.
La produzione di buona pasta di liquirizia, prodotto estratto a livello artigianale dalle radici dell'arbusto coltivato in varie parti della Sicilia, attraverso la cottura in grandi caldaie era appannaggio di Catania (la produzione di altre località era di qualità scadente o adulterata) e l'esportazione annua era valutava in circa diecimila cantari; la sua destinazione era l'Europa del nord e l'Inghilterra dove veniva impiegata come ingrediente nella fabbricazione della birra.
La manifattura dei tabacchi impiegava un buon numero di lavoratori e lavoratrici; impiegava sia foglia di tabacco coltivato nella provincia catanese che, in misura maggiore, prodotto importato. Nel 1873, a Catania, esistevano circa 200 fabbriche di sigari, con un'occupazione tra 3 000 e 4 000 addetti; in gran parte erano mogli di marinai in condizioni misere.
A metà del secolo era ancora scarsa la rilevanza dello zolfo nell'economia cittadina in quanto era più conveniente per le solfare del centro della Sicilia indirizzarlo verso i caricatori di Licata e Terranova. Difficoltà incontrava anche l'industria chimica a Catania: la fabbrica di acido solforico impiantata da Giuseppe Mirone chiudeva i battenti nel 1838 per difficoltà di reperimento di apparecchiature di distillazione.
Nel 1855 l'imprenditore palermitano Vincenzo Florio impiantava a Catania nell'area di Piazza dei Martiri una distilleria per produrre alcool dai fichidindia e dalle carrube, in società con alcuni investitori francesi; frutto della collaborazione con l'ambiente scientifico siciliano che aveva trovato il modo per ricavare un buon tenore di alcool impiegava una trentina di operai con produzione giornaliera tra 2.200 e 4.400 litri. L'attività tuttavia ebbe breve durata sia per la concorrenza tedesca dell'alcool di barbabietola, che per le elevate tasse comunali.
In crescita era la produzione delle arance la cui destinazione estera maggiore erano gli Stati Uniti ma, se nel 1850 dai porti di Palermo e Messina partivano oltre 300.000 casse, dal Porto di Catania l'imbarco era poco più del 10% della produzione isolana e diretto essenzialmente in Austria.
Un insuccesso era stata invece l'iniziativa della Società d'irrigazione del Simeto, il cui presidente era il barone Felice Spitaleri, creata con il fine della coltivazione del cotone e del riso. Al tracollo dell'iniziativa cotoniera aveva contribuito la fine della guerra civile americana.

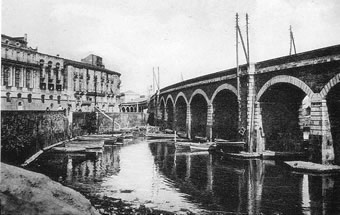
Gli Archi della Marina all'inizio del Novecento

## Dopo l'unificazione; il liberismo
Già negli ultimi anni di governo borbonico vi era stata una generale ripresa dell'attività tessile. Un rapporto della Camera di Commercio del 1861 indicava l'esistenza a Catania di quattro stabilimenti di tessuti di cotone di buon livello e una filanda di cotone e due stabilimenti di tessuti ad Acireale con telai meccanici di tipo francese; le loro produzioni venivano presentate all'Esposizione Italiana di Firenze del 1861. La fabbrica di Giovan Battista Nicosia, impiantata nel 1854, disponeva di 40 telai Jacquard e 400 a mano e con 200 operai aveva una produzione di 3.200 coltri, 7.200 scialli di lana e lana-cotone, 24.000 m di tela per materassi, 120.000 m di tricòt di lana, 120.000 m di barracano, 240.000 m di tricòt di cotone, 80.000 m di dock, 4.000 abiti a velo ed altro. All'esposizione di Firenze la sua produzione fu premiata con medaglia d'oro di secondo grado.
Subito dopo l'unificazione la tariffa doganale sarda venne applicata all'intero Regno d'Italia e di fatto ridusse dell'80% la protezione di cui godeva l'industria meridionale sino ad allora. Il libero scambio delle merci danneggiò poco l'apparato manifatturiero locale e in un certo modo avvantaggiò la commercializzazione dei prodotti della sua agricoltura quali agrumi, sommacco, olio e frutta secca e l'industria dello zolfo. Il settore tessile fu quello che ebbe un vero tracollo in quanto le merci importate risultavano più convenienti. Dal periodo 1863-65 al 1870-74 il numero di filande diminuiva drasticamente da 210 a 35 (tra Messina e Catania) con una forza lavoro di 69 maschi, 796 donne e 376 fanciulli.

### Serie carenze dei trasporti
La ripresa economica catanese era ostacolata dall'estrema carenza di strade, ponti, ferrovie e attrezzature portuali; la città aveva sostenuto ingenti spese, a proprio carico, per la costruzione del molo del porto allo scopo di consentire l'attracco di un maggior numero di natanti, condizione indispensabile all'esportazione.
Il 15 novembre 1862 Luigi Costanzo Catalano dava alle stampe un dettagliato rapporto Sulle strade ruotabili da Catania a Caltanissetta e le ferrovie sino a Palermo indirizzato al Parlamento del Regno. In esso venivano dettagliatamente analizzate le richieste di costruzione di una viabilità primaria attraverso la Piana di Catania e di una ferrovia per Caltanissetta e Palermo (cose del tutto assenti) computandone i vantaggi e i rendimenti in funzione della produzione delle aree interessate zolfirere di Raddusa, Assoro, Leonforte, Piazza Armerina, Castrogiovanni e Caltanissetta; nonché le produzioni agricole e agrumarie della vasta pianura, della produzione di sommacco, dei grani e dei cereali.
Tuttavia, ancora nei primi anni settanta del XIX secolo il sindaco di Catania, Tenerelli, finanziere e imprenditore del settore zolfifero, denunciava il ritardo con cui si procedeva nella costruzione della ferrovia Palermo-Catania come motivo principale di paralisi dell'industria zolfifera catanese.. Fu solo dopo l'apertura della linea ferrata fino a Villarosa (1876), realizzata in subappalto da Robert Trewhella, anch'egli importante imprenditore zolfifero del catanese, che lo zolfo poté giungere celermente alle raffinerie della città e al porto.
Il trasporto per ferrovia, che abbatté da 33 a 20 lire (per tonnellata) il prezzo di trasporto dal centro isolano allo scalo catanese, fino al tempo operato per mezzo di carri da carico tirati da robusti cavalli portò la città ad assumere un ruolo preminente nel settore. La ferrovia attrasse verso Catania anche lo zolfo dell'area di Valguarnera, Castrogiovanni, Villarosa e Calascibetta che prima verteva su Licata a un costo esorbitante di 50 lire per tonnellata, mutandone le gerarchie territoriali e mercantili a vantaggio degli imbarchi della costa orientale. Catania divenne il centro principale di smistamento dello zolfo. Se nel 1870 il prezioso minerale partiva per l'85% dai porti di Licata, Terranova e Porto Empedocle e solo il 12% da Catania nel 1885, grazie al trasporto ferroviario al porto catanese ne giungevano 133 000 t contro 103 000 t di Porto Empedocle e 58 000 t di Licata.
Nell'ultimo quarto di secolo si sviluppò un'accesa rivalità tra i gruppi imprenditoriali di Messina e quelli di Catania nel tentativo di sottrarre ad essa e al suo porto il quasi monopolio degli zolfi. Già nel 1873 la provincia di Messina aveva commissionato un progetto di ferrovia tra Giardini (ove era già in esercizio la ferrovia dal 1866) e Leonforte passante appunto per la valle dell'Alcantara. Il progetto aveva lo scopo di attrarre il minerale estratto nell'area di Leonforte al porto di Messina. Il progetto incontrò la dura opposizione dei sostenitori catanesi, appoggiati dal potente politico e più volte ministro Antonino di Sangiuliano, che invece premevano per la realizzazione di una linea definita circumetnea che partendo dalle aree in questione convogliasse tutto verso il porto di Catania. La linea Circumetnea venne di lì a qualche anno realizzata da Robert Trewhella mentre il progetto della linea dell'Alcantara dovette segnare il passo.
Anche Siracusa entrava nella competizione con la richiesta di costruzione della ferrovia Siracusa-Licata tentando di attrarre nel suo porto quanto ottenuto dall'estrazione delle grandi miniere dell'area del Salso nisseno/ennese..
Purtuttavia, nell'esecuzione della ferrovia per Palermo, denunciava il Franchetti nella relazione del 1876, si era seguito solo l'interesse delle compagnie assuntrici nella scelta del tracciato e non quello generale dell'economia e del tracciato migliore, attraversando così zone interamente disabitate della Piana di Catania e lasciando fuori le zone produttive e abitate di Palagonia e Ramacca (i cui prodotti agricoli vertevano su Catania) e che erano state ben considerate dalla Commissione Parlamentare del 1863.
Pressante si faceva la necessità di riqualificazione del porto per il quale l'amministrazione Casalotto dopo il suo insediamento il 1º novembre 1867 aveva mobilitato la deputazione catanese al Parlamento del Regno per ottenere il riconoscimento di "porto di 3ª classe". Nonostante l'impegno dell'amministrazione catanese di anticipare tutta la somma, fino al 1873 il governo italiano dilazionava ancora il termine di ripianamento della somma prevista.
Nel corso dell'ultimo quarto di secolo l'area attorno alla stazione centrale e a nord del porto si riempì di depositi, magazzini di spedizione, raffinerie e forni di fusione in pani di zolfo, molini per riduzione in polvere del minerale, laboratori di produzione di acido solforico, di concimi e di antiparassitari. L'imprenditoria del settore comprendeva operatori indigeni e stranieri trapiantati; gli stabilimenti di Alonzo, Consoli Marano, Fog, Sarauw e Trewhella davano occupazione a circa 2 000 operai.
Nel 1876 venne esteso anche alla Sicilia il monopolio di stato dei tabacchi; a Catania nacque la "Regia manifattura di stato" ma ciò influì negativamente sul numero di occupati e sottrasse reddito alle libere imprese.
Difficile era il processo di ammodernamento del sistema creditizio anche a causa dell'esistenza di una miriade di piccoli istituti di credito e di società finanziarie almeno fino al 1871, anno in cui era stata aperta la sede del Banco di Sicilia a Catania.

## La prima industrializzazione
(Giuseppe Giarrizzo. Catania, op.cit., pp. 38-41)

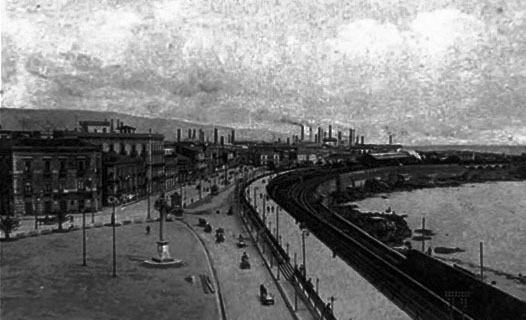
Catania, piazza dei Martiri: vista della selva di ciminiere industriali sullo sfondo

Fino agli anni settanta nella città erano sorte solo piccole fonderie ma nell'ultimo ventennio del secolo sorsero due grandi opifici meccanici in grado di costruire macchine idrauliche, candelabri, condutture d'acqua e utensileria tra cui coltelli e forbici.
Anche l'industria molitoria di grano e cereali era in forte espansione e prendeva il posto di quella tessile ormai al collasso.
Lo skyline della città di fine secolo era caratterizzato da una selva di capannoni e ciminiere; alcuni arrivarono a paragonare Catania alla città inglese di Manchester. La lavorazione dello zolfo esercitava un certo potere attrattivo sui territori limitrofi: dalle aree dell'interno, dove veniva estratta la materia prima, del nisseno ma anche agrigentino si riversava manodopera in cerca di migliore impiego.
La popolazione della città che nel 1861 era di 68 000 abitanti ne contava 90 000 nel 1880 (e diveniva di ben 148 000 nel 1901).
Uno spaccato parziale di quello che fu la Catania dello zolfo si può ancora osservare all'inizio di viale Africa, intorno al Centro fieristico le Ciminiere e nelle traverse laterali.
Importanti profitti venivano ricavati anche dallo sfruttamento dei minatori come sottolineava Rapisardi ma un flusso continuo di mano d'opera a basso prezzo era costituito dagli stessi minatori, che cercavano in città delle migliori condizioni di lavoro rispetto a quelle delle miniere. Le rendite della raffinazione affluivano copiose nelle casse della borghesia imprenditoriale mentre larga parte della popolazione che costituiva il sottoproletariato operaio urbano era residente nei quartieri fatiscenti della Civita, San Berillo e Ferrovia. Anche il lavoro minorile era molto esteso nelle fasce meno abbienti a tutto danno dell'alfabetizzazione.
L'espansione ottocentesca di Catania deve molto all'industria dello zolfo; il suo porto divenne il più importante polo di esportazione del prodotto.
Un vasto numero di mulini e di raffinerie, tra cui quelle di Barbieri, dei fratelli Fichera, del Grasso, del barone Pennisi, del Brieger, dei fratelli Prinzi e lo stabilimento della Società Generale degli Zolfi di Parigi (nato nel 1878) con 277 addetti che esportava, oltre che in Francia, in Spagna, Portogallo, Inghilterra ed Europa del nord. La macinazione dello zolfo si era sviluppata in conseguenza della diffusione dell'Oidio per contrastare il quale erano aumentate le richieste di zolfo macinato sia all'interno che all'estero.
Un posto importante aveva raggiunto anche il mercato agrumario e grandi quantitativi si esportavano dal porto di Catania. Nel periodo 1887-94 la media era di circa 20.000 t e nel 1894 si superarono le 40.000 t.
A Catania si faceva spazio l'industria alimentare e conserviera affiancandosi a quella del pesce salato; la prima fabbrica di conserva di pomodoro era stata, nel 1880, quella di Giacomo Sandmeyer che aveva costruito anche uno stabilimento per la fabbricazione delle scatole dando complessivamente lavoro a 250 operai. Alcuni anni dopo i fratelli Fichera, che avevano un'antica fabbrica di liquirizia, attrezzarono una parte del loro stabilimento alla conserva di
pomodoro.
Catania fu la prima città in Sicilia ad usare l'energia elettrica per illuminare una piazza nel febbraio 1881 e la ditta Emilio Piazzoli e
C. dal 1884 forniva l'energia per l'illuminazione a privati.
La fine del secolo vide anche l'espansione dell'industria vinicola (di cui però faceva la parte del leone il porto di Riposto). Le distillerie iniziarono a produrre il cognac oltre che nei più importanti stabilimenti marsalesi anche a Motta Sant'Anastasia, dai "Fratelli Tenerelli" e, a Misterbianco, dalla "Francesco Monaco e figli".
La città era ormai divisa nettamente nei quartieri "ricchi", Tribunali, Municipio, Cutelli, Spirito Santo e Aiuto con illuminazione a gas, edifici e strade larghe e pulite a livello delle città europee; le zone a nord-est in espansione erano sempre più oggetto di costruzioni di ville e case di personaggi e famiglie di rango elevato. "Squallidi e sconfortanti" erano invece i quartieri dell'ovest cittadino, quali Angeli Custode, Benedettini, Corso, Idria, Consolazione, Cibali, alcuni dei quali sorti o cresciuti sulle lave del 1669, con strade a fondo naturale, e condizioni igieniche terribili, ove viveva una gran massa di poveri e diseredati.
Scriveva di essa Ernest Renan: Catania, vasta città quasi interamente nuova, attiva e con un grande avvenire dinanzi a sé...
Gli ultimi anni del secolo mostrano prima la crisi bancaria, poi un eccesso di liquidità con la fine del corso forzoso e l'offerta di capitali esteri e con la crisi di sovrapproduzione anche la stabilità politica della città è sconvolta. Nel 1884 alla Camera di Commercio viene denunciato il crollo dei prezzi dello zolfo, mentre all'inizio dell'anno dopo si prende atto della domanda crescente di vini e del rialzo dei prezzi del settore.
Il settore dell'edilizia dava buoni risultati data l'esigenza di "risanamento" (che era il leit-motiv dominante) degli edifici fatiscenti ma, in assenza di un piano regolatore, contribuiva a creare un disordine urbanistico che accentuava il divario tra le abitazioni signorili e le casupole del popolo. Anche le opere pubbliche languivano in quanto le somme previste venivano distolte ad altri fini.
Nel marasmo politico si succedevano amministrazioni e sindaci in continuazione fino al 1887 anno in cui il colera colpì pesantemente il popoloso quartiere dell'Angelo Custode; emergeva la figura di Giuseppe De Felice ma intanto nel mese di aprile esplose una crisi bancaria. Il ritiro dei depositi da parte degli interessati provocò la chiusura degli sconti da parte delle banche; il venir meno della circolazione di denaro a causa del crollo dell'intera rete bancaria locale, con le minacce di chiusura di stabilimenti e miniere provocò anche il crollo della domanda, dei prezzi sui mercati e dei consumi cittadini. Purtuttavia Gentile Cusa nello stesso 1887 sottolineava come a Catania fosse nulla l'emigrazione (in aumento nel paese) anzi fosse in atto una forte immigrazione di manodopera a causa della "smania edificatoria" specie nel nord-est della città. E la stessa politica di ispirazione crispiana attuata in città si rivelava di fatto propizia allo sviluppo industriale.
Il cotonificio di Vincenzo Feo, nato nel 1886 da una tintoria con 10 addetti, nel 1897 produceva 1500 Kg di filati al giorno con 480 addetti e aveva rappresentanze nell'Italia settentrionale e in Asia Minore. L'edilizia industriale catanese realizzava nello stesso periodo i "Mulini Prinzi" e lo stabilimento in via Messina della "Società degli Zolfi".
Nel 1888 veniva approvato il piano regolatore di Gentile Cusa per il risanamento e l'ampliamento della città verso Nord, con i nuovi quartieri di Cibali, Borgo, Picanello e Ognina.

## Fine secolo e periodo "defeliciano"

Ritratto di De Felice

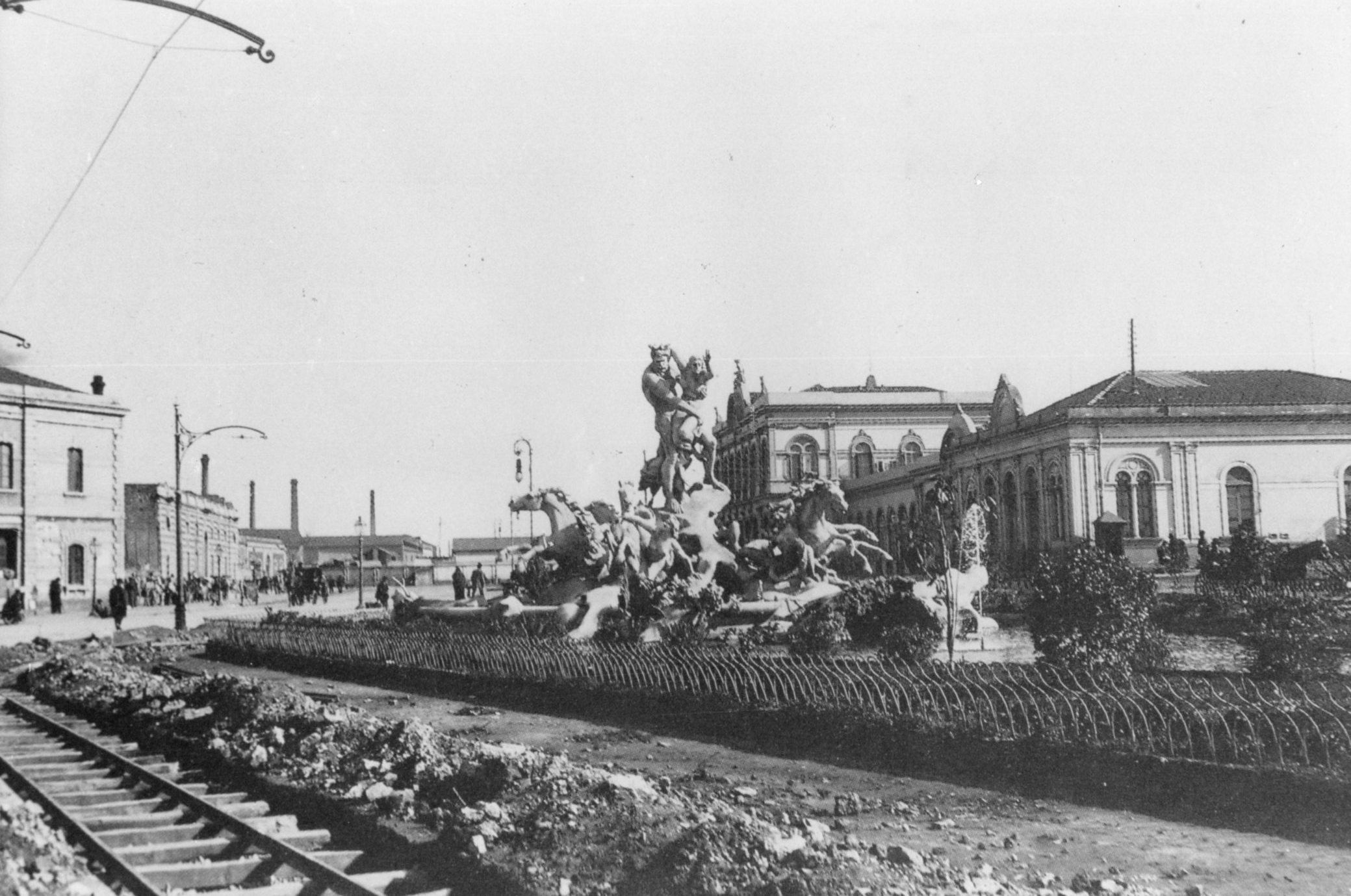
Si installano i binari della tranvia

Nonostante tutto il secolo XIX si chiuse senza che gli atavici problemi della città fossero risolti: niente risanamento dei quartieri fatiscenti e, insieme, lusso esibito nei salotti cittadini, nei teatri, nelle ville sfarzose. Il crollo dell'occupazione nell'ultimo decennio coinvolgeva sia le miniere e le industrie dello zolfo che le campagne. La lenta ripresa del credito dopo la crisi non innescava altra attività industriale. La crisi politica permaneva con amministrazioni anche di personalità di prestigio ma effimere; la politica cittadina, più che a governare, si adoperava perché "l'altro" non potesse farlo. L'immobilismo produceva gli effetti che De Roberto, Capuana e Verga illustravano al vero. In tali realtà Giuseppe De Felice Giuffrida costituiva, il 1º maggio 1891, sulle ceneri dell'Associazione democratica di Catania un Fascio dei lavoratori, organizzava il mutuo soccorso e un magazzino cooperativo per venire incontro alle necessità degli ammalati e dei senza lavoro e infine anche un'assicurazione collettiva per un sussidio alla famiglia sopravvissuta alla morte di un socio.
Il successo fu immediato, le adesioni furono tali che in breve si organizzarono oltre 40 sezioni del Fascio tra cui quelle dei sarti, marinai, ebanisti, cuochi, muratori, fornai, zolfatai, ferrovieri e così via senza che ad alcuno venisse chiesta una professione di fede socialista. Il carnevale del 1892 fu l'occasione per attrarre famiglie e donne e i soci avevano raggiunto la cifra di 12.000.. Alle elezioni politiche del 6 novembre De Felice conquistava i seggi di Catania e di Paternò e al suo arrivo da Siracusa alla stazione erano ad accoglierlo circa 7000 persone tra cui un grandissimo numero di donne che avevano partecipato alla campagna elettorale. L'adesione in massa ai fasci era il sintomo di un grave malcontento che investiva trasversalmente anche tutta la popolazione cittadina gravata da una situazione economica senza uscita; i disordini finivano con lo scoppiare dovunque e la risposta del governo era lo stato d'assedio del 3 gennaio 1894. De Felice veniva arrestato e il Fascio sciolto; condannato a 18 anni di carcere dal tribunale militare di Palermo trascorse in carcere solo due anni usufruendo dell'amnistia. Rientrò trionfalmente in città il 29 marzo 1896 dopo la caduta di Crispi.

### Cresce il trasporto a Catania; tram e ferrovie
Il 1896 è l'anno in cui la Ferrovia Circumetnea, costruita dalla Società Siciliana di Lavori pubblici del Trewhella, festeggiò l'apertura dell'intera linea da Catania a Riposto; si prospettava il convergere sulla città di prodotti e merci rinvigorendone l'economia prostrata e il nascere di nuove opportunità commerciali per i prodotti manifatturieri cittadini.
Sin dal 1892 si era costituita una "Società anonima Tramways" per iniziativa dell'ingegnere Gatto di Messina e del signor Battaglia della Società del Gas per la costruzione di una rete tranviaria a vapore che aveva stipulato un contratto con l'amministrazione comunale, guidata dal Carnazza, ma l'iniziativa era naufragata.
Durante la giunta Leonardi (in carica nel 1898-1899) si misero in gara per la rete tranviaria i fratelli Prinzi, grossi industriali cittadini titolari dei Molini Prinzi, di raffinerie e commercializzazione dello zolfo, la Banca Durand di Lione e la Società anonima di elettricità Felix Singer e C. di Berlino. La Singer si associava poi con la Società elettrica Helios di Colonia, aumentando le garanzie prestate. Il compromesso fu stipulato con atti del 25 giugno 1898 e del 28 gennaio 1899; con questi il comune di Catania concesse alla Felix Singer e C. "l'autorizzazione ad installare l'officina di produzione di energia elettrica a scopo di illuminazione e di forza motrice per i trams".
Nel gennaio 1899 cadeva la giunta Leonardi e lasciava la città enormemente indebitata (circa 9 milioni di lire), con un gettito daziario in calo e con un aumento del contrabbando e con associazioni camorristiche attive e sempre più insinuate minacciosamente nel tessuto politico. De Felice denunciava inoltre alla Camera, l'utilizzo della "Maffia" che è un bisogno per molti deputati di Sicilia (..) organizza la loro base elettorale.
Il 12 dicembre 1900 la Helios di Colonia, che nel frattempo aveva assorbito la Felix Singer, iniziava la costruzione dell'officina dei tram elettrici e della centrale di produziona dell'energia elettrica per le esigenze cittadine, in via Gazometro, in oltre 7.000 m² di terreno dell'area di Villascabrosa, a sud-ovest del porto di Catania.
Le elezioni dell'8 giugno 1902 sancirono la vittoria dei socialisti, De Felice fu eletto prosindaco di Catania e guidò la prima amministrazione di sinistra della città. La nuova giunta decise la ridefinizione della questione tranviaria stabilendo il tracciato urbano definitivo con tre linee da Piazza Duomo, per Picanello, Cibali e Guardia Ognina.
Alla fine del 1904 la Singer-Helios, a causa della crisi del settore elettrotecnico tedesco, cedette la concessione alla Société Anonyme Tramways et Eclairage Electriques,.
L'anno successivo, 1905, iniziò il servizio tranviario regolare.

### Le municipalizzazioni di De Felice e la rinascita di Catania
Con l'insediamento di De Felice a pro-sindaco cambiarono le politiche dell'amministrazione comunale che prevedeva un programma di risanamento del bilancio e "Socialismo municipale" con municipalizzazione dei servizi. Catania si avvia, scrive il Giarrizzo, a diventare la Milano del sud. A seguito della serrata dei fornai il 18 ottobre 1902 contro il prezzo calmierato del pane De Felice avviò la municipalizzazione del pane iniziando con il sequestro dei forni dei fratelli Prinzi. Doveva essere attuata anche la municipalizzazione di acqua, gas, illuminazione elettrica e tranvie ma la caduta del governo Giolitti scombussolò tutto facendo venire meno, per disposizione del governo Fortis, ogni contributo o finanziamento di stato. La giunta Consoli, dal 29 novembre 1906, riprese il cammino intrapreso: Luigi Macchi, con Fichera e Zeno studiarono il 'piano regolatore' secondo la visione defeliciana; erano da sistemare circa 120 strade in condizioni pessime. Filadelfo Fichera progettò, dopo la sistemazione di Piazza Stesicoro con gli scavi dell'Anfiteatro romano, tutta una serie di interventi archeologici, edilizi e sanitari, e alberghi in previsione dell'Esposizione agricola del 1907.
Il 30 giugno del 1908 si costituiva, tra Carlo Sarauw, Robert Trewhella e il figlio Alfredo Percj, Giovanni Trewhella ed Edward Thrupp la Sikelia, "Società Anonima Esercizio Miniere ed Industrie Zolfi", con sede in Catania in via Vittorio Emanuele n. 46. Detta società era una delle più grandi del settore minerario e dava lavoro ad un grande numero di persone tra attività estrattive, di trasporto, molitorie, di trasformazione e di commercializzazione; e costruì anche una ferrovia nell'area mineraria di Villarosa.
Il 30 dicembre 1908 il terremoto di Messina con i 25.000 profughi da accogliere sconvolse i piani di riassetto del bilancio: da una parte con il vertiginoso aumento del traffico portuale (per accogliere quello di Messina distrutta) aumentava anche il gettito tributario, con beneficio economico della città e del settore mercantile, dall'altro si innescavano squilibri nel campo del lavoro, per eccesso di manodopera e dei consumi.
Nel 1911 si tenne la II Esposizione agricola ma Catania conosceva la recrudescenza del colera nel quartiere degli Angeli Custodi. Il 5 settembre 1912 con la rielezione a pro-sindaco di De Felice, Luigi Macchi, assessore ai Lavori Pubblici presentò il piano aggiornato della Milano del sud che avrebbe dovuto innescare una duratura quantità di lavoro di costruzione lungo le nuove linee di viali, risanare la gran parte delle costruzioni fatiscenti e antigieniche focolaio delle ricorrenti epidemie. L'intento era ambizioso, volto ad aumentare le entrate tributarie oltre che i profitti determinati dalla speculazione pubblica sulle aree edificabili. A ciò si aggiungeva il cosiddetto mito libico per il quale si riteneva che Catania potesse diventare l'area focale dei commerci di importazione ed esportazione con la Libia. In tale clima si mossero finanzieri di varie parti d'Italia ed esteri, specie francesi. Tutto questo fervore di lavori e progetti impattava con lo scoppio della guerra; in mezzo al dibattito tra interventisti e neutralisti si manifestavano i giusti timori degli industriali e dei commercianti catanesi che si preoccupavano del fatto che un'economia nazionale di guerra avrebbe costituito un disastro per l'economia catanese.

### Grande guerrae crollo dell'economia
Allo scoppio della prima guerra mondiale il traffico di merci si bloccò rapidamente anche a causa della chiusura dei mercati orientali con cui il porto di Catania aveva costanti relazioni commerciali; cadde anche il traffico di esportazione verso il porto di Trieste e l'Austria. Le restrizioni dell'economia di guerra precipitarono l'economia catanese in una difficilissima crisi: il porto era desolatamente fermo, gli stabilimenti chiusi, limitata la pesca per decreto luogotenenziale, fallimenti commerciali, scomparsa di prestiti e mutui e manodopera inviata al fronte. La campagna ridiventava l'unico settore di lavoro possibile, pur nella contingenza. A guerra finita non c'era più posto per la grande Catania industriale del decennio precedente; anche il grande programma edilizio del 1912-1913 finiva con il rimanere monco e in parte relegato alle cose da rinviare.

## Il primo dopoguerra; fascismo a Catania
La fine della guerra non coincise con la ripresa dell'economia cittadina; lo zolfo aveva perso la sua funzione trainante e il porto era segnato da una crisi di traffico. Nel 1920 vi era stata l'occupazione contadina del Pantano d'Arci, concesso poi il 9 ottobre dal prefetto. Gli agrari, avevano aumentato i loro profitti, le varie correnti politiche chiedevano chi bonifiche, chi lavori pubblici e modernizzazione delle campagne. D'ogni parte, tra tumulti e disordini, iniziava ad organizzarsi la presenza fascista vista come fattore di ordine e disciplina.
Catania intanto subiva le gravissime tensioni che le riorganizzazioni dei mercati internazionali avevano portato all'industria dello zolfo, nonostante si fosse organizzata nell'Unione raffinerie siciliane (URS) e nella Federazione opifici raffinazione zolfo e affini (FORZA) controllate dalla COMIT e dalla Montecatini; altro settore in difficoltà era quello dell'agrumicoltura (limoni) e dell'industria del citrato. Tra 1924 e 1927 il settore dello zolfo in buona parte in mano ad operatori settentrionali stagnava(soggetto inoltre a una progressiva "politicizzazione" di quadri e organizzazioni) e non sarebbe di fatto più uscito dalla crisi mentre cresceva l'esportazione di frutta e ortaggi fino a divenire complessivamente poco minore della somma di quelle di Palermo e Messina. In crisi permaneva anche l'industria conciaria e mobiliera. In lenta crescita l'industria chimica, rimaneva come settore trainante l'edilizia pubblica e privata, con aumento della produzione di cemento e sviluppo dell'industria di produzione elettrica (con la Società generale elettrica della Sicilia del gruppo Bastogi); buona era invece l'attività dell'industria conserviera. Alla fine del 1921 si costituiva la Sibi (promossa e sostenuta da Gabriello Carnazza) per la bonifica del Pantano d'Arci, al 70% finanziata dallo stato, che nelle intenzioni avrebbe costituito la base per speculazioni e nascita di aziende modello, la coltivazione del cotone e della canna da zucchero.
I progetti di trasformazione non decollarono secondo le aspettative e la lenta crescita degli anni venti si concretizzò piuttosto in trasformazione da città industriale e mercantile a città di servizi decretando la lenta morte della provincia.
Il decennio successivo affiancava alla "normalizzazione" della vita politica la recessione economica che anticipava, per la città, la crisi della Grande depressione manifestandosi, oltre che nella stasi di tutti i settori eccetto quelli del cemento, dell'elettricità e dell'industria del legno, nel calo generalizzato dei consumi delle famiglie. L'accentuazione della politica autarchica, per realizzare nel più breve termine possibile il massimo possibile di autonomia nella vita economica della Nazione in risposta alle sanzioni economiche, inevitabilmente distoglieva mezzi e fondi alla bonifica e all'agricoltura; portava ad accantonare gli interventi strutturali nel Mezzogiorno (e quindi anche a Catania) bloccando i processi di modernizzazione, favorendo (anche su pressione del capitalismo italiano) la concentrazione dell'industria nel Nord più ricco di manodopera specializzata e servizi più efficienti.
La Catania fascista era diventata una sonnolenta città di attività terziarie ed era tramontato il sogno di "capitale industriale" dell'isola.

## Economia di guerra
L'economia cittadina durante il periodo bellico rimase depressa; incentrata molto sull'esportazione dei prodotti agricoli subiva le conseguenze di un mercato chiuso e stagnante.
I bombardamenti, ma ancor più il passaggio del fronte nell'estate 1943, avevano prodotto danni incalcolabili ai vigneti e agli agrumeti; le cantine vinicole inoltre stentavano a collocare il prodotto dato che il problema principale era quello di trovare il pane.
(Giuseppe Giarrizzo, Catania, op.cit. p. 267)

## Secondo dopoguerra; ricostruzione e seconda industrializzazione
La fase della pre-ricostruzione rappresentò un momento nuovo, un incubatore fondamentale per i processi storici della Sicilia, che alla fine del conflitto si trovava in condizioni disastrose. La relazione dell'Alto commissario Aldisio sulla "Situazione generale politica, economica, sociale e amministrativa al 1º agosto 1944 in Sicilia" illustrava bene quali fossero le reali condizioni economiche: La Sicilia (..) venne a trovarsi nella condizione di essere gravemente sacrificata dagli eventi bellici, sotto il doppio profilo di mercato di consumo e di centro di produzione, ed ancora oggi appare evidente anche all'osservatore meno attento, l'accentuato abbassamento del tenore di vita della popolazione ed il permanere di larghe zone di indigenza e di pauperismo.
I bombardamenti a Catania distrussero o danneggiarono abitazioni civili, strade, impianti ferroviari, le attrezzature portuali, l'aeroporto, impianti produttivi e la centrale elettrica. In seguito all'emanazione del D.M. 20 novembre 1945, n. 3765 sorse il "Comitato di Ricostruzione Economica della provincia di Catania"; tra i tanti argomenti pose attenzione sul porto che si trovava dopo le operazioni belliche in un serio abbandono ed era stato declassato, perdendo così rispetto ai movimenti merci e passeggeri del primo dopoguerra molto terreno nei confronti di altri porti. E sulla sistemazione del bacino del Simeto e dei suoi affluenti, sul settore della pesca, fortemente contratto dalle operazioni belliche e dalla presenza di molti ordigni bellici inesplosi in mare.
Passato il periodo dell'occupazione alleata la città iniziava a riordinare la sua economia. Le elezioni amministrative del 24 novembre 1946 davano il 55,5% alla Destra, il 16,7% alla DC e il 18,5% alla Sinistra; diedero improvvisamente un balzo in avanti al 49% alla DC nelle politiche del 1948 mentre la destra crollava al 26,7% e la sinistra scendeva al 14,1%. Ma le amministrative del 1952 avevano quasi livellato i tre settori con 37,3%, 31,1% e 24,4% mentre il centro restava limitato a 3,4%. Varie furono le manovre nel periodo ma il fine ultimo era la gestione della "ricostruzione" postbellica e dei lavori pubblici; secondo i commentatori era un pretesto per il rilancio degli antichi progetti di risanamento in quanto gli eventi bellici avevano danneggiato circa il 10% del patrimonio edilizio di valore della città. Uno degli obbiettivi del piano fu la collocazione della "zona industriale" a Pantano d'Arci. Il periodo è quello in cui la DC catanese trovati gli appoggi nazionali e regionali costituisce il 27 novembre 1950 l'Istituto immobiliare di Catania (ISTICA), con un capitale iniziale di 55 milioni di lire (elevabile a un miliardo) costituito da 20 milioni della Società generale immobiliare di Roma (vaticana), 20 milioni del Banco di Sicilia e 10 della Cassa di Risparmio e i restanti 5 di Camera di Commercio e Provincia; questo avrà un ruolo importante nel decollo dell'attività edilizia cittadina con il piano di risanamento del San Berillo e di altri quartieri.
La fase programmatica degli interventi della cassa del Mezzogiorno previde la destinazione di oltre 300 ettari di terreni demaniali dell'area di Pantano d'Arci per allocarvi industrie di seconda e terza trasformazione in modo da assicurare un elevato quantitativo di forza lavoro venendo incontro anche ad una tradizionale propensione imprenditoriale della città.
Le prime operazioni indispensabili per la ripresa economica furono, già nel periodo 1946-1947 il ripristino delle funzionalità, compromesse dai bombardamenti del 1942/1943, delle stazioni ferroviarie, del porto e dell'aeroporto con la ripresa di alcuni collegamenti indispensabili. Distrutti erano ormai buona parte degli stabilimenti di lavorazione dello zolfo dell'area di via Messina; il più di essi non fu più ricostruito in quanto il mercato del minerale era del tutto tracollato.
Nel 1949 il consiglio comunale di Catania (delibera n. 166 del 29 ottobre 1948) decretava la soppressione del servizio tranviario e la sua sostituzione con quello filoviario; agli inizi dell'anno si costituiva la Società Catanese Trasporti, con capitale di 90 milioni di lire, a cui era demandata la trasformazione degli impianti in tempi brevi per consentire la circolazione dei filobus.

## Rinasce il mito dellaMilano del Sud
Nel novembre 1953 si insediò come sindaco il democristiano Luigi La Ferlita e vi rimase per un settennio con quattro giunte di centro-destra. Continuando nella politica del predecessore, Domenico Magrì si occupò di portare avanti innanzitutto il "risanamento" gestendo sia l'edilizia sovvenzionata che l'imponente mole di opere pubbliche finanziate con circa 2 miliardi di lire (tra esse strade, rete fognaria, la centrale del latte) oltre che i 700 milioni per le infrastrutture della zona industriale. Complessivamente verranno gestiti circa 30 miliardi di lire, tra fondi di stato e regionali, dall'Ist-Berillo, l'Ente comunale assistenza (ECA), l'Ente siciliano case lavoratori (ESCAL), IACP, INA-Casa e UNNRA-Casa. Nonostante tale fervore edilizio la disoccupazione, fino al 1958 continuava il suo trend ascendente con quella dei giovani sotto i 21 anni in ascesa fin oltre il 20%; stabile era quella impegnata in agricoltura. In crescita il trasferimento, da parte dei medi e grandi proprietari, delle rendite agrarie in rendite urbane (speculazione edilizia) e finanziarie. Le piccole imprese si espandevano ricorrendo al finanziamento accentuando il carattere della città quale "commerciale" a egemonia piccolo-borghese, quale centro di servizi; il piccolo commercio alimentava i bisogni dell'hinterland in campo alimentare, tessile, e dell'abbigliamento; l'aumento dei consumi e degli autoveicoli innescava tutto un sottobosco di attività lecite e "grigie" assecondate anche dall'espansione disordinata dei quartieri privi di un piano regolatore urbano.
Il 1954 fu un anno importante per l'economia cittadina: venne annunciata la costituzione dell'Istituto di fisica nucleare, venne emanata la legge regionale per il "risanamento del San Berillo", iniziavano le premesse per il rilancio dell'industria chimica e petrolifera, si avviavano gli insediamenti di Pantano d'Arci con industrie del legno.
I primi insediamenti industriali, del settore edilizio, della carta, metalmeccanico e chimico, furono quelli a nord-ovest, nel territorio di Misterbianco, e susseguentemente, a partire dagli anni settanta, piccoli e grandi insediamenti commerciali si aggiunsero determinando la configurazione della zona come importantissimo distretto territoriale a caratterizzazione avanzata nel settore commerciale e del largo consumo.
Nel 1962 nacque la 'zona consortile' di Piano Tavola nella quale entro il 1971 erano presenti 18 imprese locali (tra impiantistica, materie plastiche, meccanica, alimentaristica), con un'occupazione di circa 700 addetti, delle quali la sede direttiva tecnica e finanziaria era a Catania.
Lo sviluppo degli anni sessanta raggiunse un livello tale che riprese a circolare l'antica espressione, di epoca defeliciana, che definiva Catania "Milano del Sud". La crescita economica era connessa all'espansione dell'edilizia in città, alle attività insediate nella zona industriale ma anche al settore agricolo in special modo quello della agrumicoltura nella vicina piana di Catania. La crescita economica era accompagnata da un copioso flusso migratorio dalla stessa provincia e da quelle vicine (in particolare da Enna, Caltanissetta, Siracusa e Ragusa), culminato nel 1971 quando la popolazione superò i 400.000 residenti.
(Giarrizzo, Catania, op.cit. p. 304)

## Sviluppo economico distorto; trasformazione della criminalità organizzata in organizzazione mafiosa
Lo sviluppo economico si intrecciò presto con gli interessi di particolari lobby affaristiche e permise alla mafia (sino ad allora la criminalità diffusa, ma non organizzata, era rimasta praticamente ai margini della vita cittadina) di infiltrarsi nel tessuto sociale e produttivo con effetti che si sarebbero visti negli anni seguenti.
A partire dagli anni settanta, infatti, iniziò una spietata guerra di mafia fra il clan dei Santapaola e quello dei Cursoti per il controllo del territorio. Questa faida ebbe il suo apice negli anni ottanta, quando nell'arco di un anno avvenivano anche più di cento omicidi. Testimone e poi vittima di quella mattanza fu, tra gli altri, il giornalista Pippo Fava.

## Il boom dell'edilizia e i "cavalieri del lavoro"
L'economia cittadina alla fine degli anni settanta era in mano ai quattro cavalieri del lavoro Carmelo Costanzo, Gaetano Graci, Francesco Finocchiaro e Mario Rendo. Questi imprenditori gestivano grosse attività che vertevano principalmente nell'edilizia, e più in particolare, negli appalti pubblici in Sicilia, nel resto d'Italia (specie a Milano e a Roma), in Europa (sia ad ovest che nell'est "comunista") e persino nelle Americhe (Stati Uniti, Argentina e Brasile). Inoltre, i cavalieri affiancavano all'edilizia attività in diversi settori, fra cui il commercio (supermercati 3A), la televisione (Telecolor, Telejonica, Video 3), il turismo delle zone vicine (il complesso La Perla Jonica ad Acireale, il Lido dei Ciclopi ad Acitrezza, l'Hotel Timeo di Taormina), il credito (la Banca Agricola Etnea) e l'agricoltura, dilagando in diversi altri ambiti (erano anche presidenti di fondazioni benefiche e di ricerca) e vantando la fama di mecenati.

Giuseppe Fava

Il giornalista Giuseppe Fava, descrivendo l'intreccio di interessi economico-politico-mafiosi che vigeva in città, citò questi imprenditori come i "quattro cavalieri dell'apocalisse mafiosa". Dei Cavalieri avrebbe parlato anche il pentito Antonino Calderone. Nel 1984 Pippo Fava venne assassinato quando ancora molti negavano la stessa esistenza di un problema mafioso (il quotidiano La Sicilia fra le polemiche parlò molto banalmente di «questioni di natura privata» alla base dell'agguato mortale subito da Fava).
Sulle indagini che seguirono Antonino Drago (sottosegretario alla Pubblica Istruzione nell'ultimo governo Spadolini) disse: «bisogna chiudere presto le indagini, altrimenti i cavalieri se ne andranno». Ciò in quanto gli interessi economici che ruotavano attorno ai cavalieri coinvolgevano pesantemente il tessuto economico della città.
Molte e divergenti sono le interpretazioni dell'operato dei Cavalieri. La magistratura italiana li assolse, ritenendoli vittime di quel sistema mafioso, dal quale neanche loro seppero sfuggire.

### L'affare delle Ciminiere
Nei primi anni novanta si scoprì un giro di tangenti ai politici più in vista in città in seguito all'appalto per il centro fieristico le Ciminiere di viale Africa..

### Le tangenti del Garibaldi
Negli anni novanta scoppiò un altro caso di tangenti, legato alla realizzazione del nuovo ospedale Garibaldi e che portò (oltre all'inchiesta sull'impresa aggiudicataria l'appalto) alla richiesta di autorizzazione d'arresto per il senatore Giuseppe Firrarello (poi respinta) e all'arresto di Nuccio Cusumano (sottosegretario di governo) e di Giuseppe Castiglione (vicepresidente della Regione Siciliana) con l'accusa di concorso esterno in associazione mafiosa e turbativa d'asta.
La prima gara era stata vinta proprio dalla "Fratelli Costanzo" ma revocata per eccesso di ribasso. L'opera venne quindi affidata ai nuovi appaltatori accusati di corruzione. Giuseppe Castiglione venne assolto in appello dall'accusa di associazione mafiosa, ma venne condannato comunque a dieci mesi per turbativa d'asta. Nuccio Cusumano venne invece assolto con formula piena solo nel 2007. Nell'aprile 2007 la prima sezione del tribunale di Catania ha condannato Firrarello a 2 anni di reclusione per corruzione e turbativa d'asta, riconoscendo invece il risarcimento dei danni morali e materiali all'impresa di costruzione del Cavaliere Carmelo Costanzo e all'ospedale Garibaldi.

## L'economia catanese negli anni duemila

### I poli economici

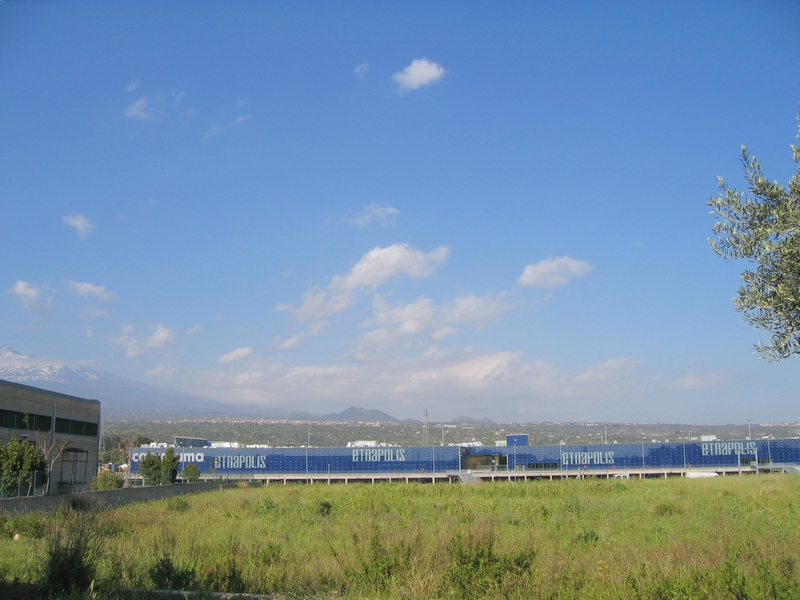
Il centro commerciale Etnapolis

La città dispone di numerosi poli di attività economica orbitanti nella sua area metropolitana, come l'area industriale, commerciale e artigianale di Misterbianco; il centro commerciale Etnapolis in zona Valcorrente (Belpasso); più vari altri centri commerciali dislocati sul territorio, tra i quali i principali sono Le Zagare e I Portali a San Giovanni La Punta ed i più recenti Porte di Catania, Katanè (Ipercoop e 72 negozi) a Gravina di Catania e Centro Sicilia, rispettivamente dislocati in zona Zia Lisa-Gelso Bianco il primo e, nel territorio confinante ad ovest, di Misterbianco il secondo. L'agglomerato industriale e commerciale di Piano Tavola spazia dalla produzione elettromeccanica a quella alimentare. Le attività industriali più importanti sono invece concentrate a sud della città, nella zona industriale di Pantano d'Arci, costituita nell'immediato dopoguerra, dove ha sede anche il polo tecnologico, definito pomposamente Etna Valley (ad imitazione della più nota Silicon Valley), che ospita aziende operanti nei settori farmaceutico, elettronico, informatico, agro-alimentare e meccanico, con alcuni punti d'eccellenza. Fra le più importanti si ricordano STMicroelectronics, Nokia, Vodafone, IBM, Alcatel, Nortel, Berna, Coca-Cola e Wyeth che dal 2010 è diventato Pfizer. Attorno a queste grandi aziende è sorto un indotto di oltre 1 500 micro aziende che producono i semilavorati necessitanti per le varie produzioni.
Nella zona industriale si trova anche un "incubatore d'imprese" (Business Innovation Center - BIC, controllata da Sviluppo Italia), che svolge la funzione di consulenza e supporto alle iniziative economiche, ed accoglie diverse iniziative imprenditoriali. Al BIC si affiancano - e in alcuni casi vengono a sovrapporsi - altre agenzie pubbliche come il bureau InvestiaCatania, altra agenzia di sviluppo finanziata dal Comune.
Ad ovest della città ha sede il MAAS, Centro Agro-alimentare della città di Catania all'ingrosso che ospita i settori, ortofrutticolo, ittico e florovivaistico.
Nel 2011 è stato inaugurato il primo centro commerciale IKEA in Sicilia.
Il settore produttivo agricolo è in declino da tempo in conseguenza della globalizzazione dei mercati che rende poco conveniente la produzione locale rispetto ai nuovi mercati emergenti e concorrenti.

### Trasporti
Il 27 giugno 1999 fu inaugurata la metropolitana di Catania. Gestita dalla Ferrovia Circumetnea, collega il capoluogo etneo con i centri dell'hinterland e della fascia pedemontana, anche tramite un servizio ferroviario di superficie.
Il progetto di ammodernamento della ferrovia in fase di attuazione prevede l'istituzione di un servizio a carattere metropolitano fino ad Adrano e la costruzione di una linea che raggiungerà lo scalo aeroportuale di Fontanarossa.
Il 5 maggio 2007 venne inaugurata la nuova aerostazione dell'aeroporto di Catania-Fontanarossa intitolata al musicista catanese Vincenzo Bellini; in seguito è stata riqualificata anche la vecchia struttura.